# 1071
1071 (MLXXI) var ett normalår som började en lördag i den julianska kalendern.

## Händelser

### Februari
- 22 februari – I slaget vid Cassel stupar Arnold III av Flandern då han besegras av sin farbror Robert, som sedan tar makten.

### Augusti
- 26 augusti – I slaget vid Manzikert besegrar seldjukturkarna under Alp Arslan det bysantinska riket under ledning av kejsaren Romanos IV, varefter de kan erövra Mindre Asien.

### Okänt datum
- Den sista av bysantinska riket kontrollerade staden i södra Italien, Bari, erövras av Robert Guiscard.
- Byggandet av Richmond Castle i norra Yorkshire i England påbörjas.
- Zaynab an-Nafzawiyyah gifter sig med almoravidernas ledare Yusuf ibn Tashfin och blir hans drottning och medregent.

## Födda
- 22 oktober – Vilhelm IX av Akvitanien, poet (död 1126).
- Euphraxia av Kiev, tysk-romersk kejsarinna och hertiginna av Sachsen.

## Avlidna
- 22 februari – Arnold III av Flandern, greve (född omkring 1055).